# Minuskel 65
Minuskel 65 (in der Nummerierung nach Gregory-Aland), ε 135 (von Soden) ist eine griechische Minuskelhandschrift des Neuen Testaments auf 309 Pergamentblättern (22,8 × 17,8 cm). Mittels Paläographie wurde das Manuskript auf das 11. Jahrhundert datiert. Die Handschrift ist vollständig.

## Beschreibung
Der Kodex enthält den Text der vier Evangelien. Es wurde einspaltig mit je 22 Zeilen geschrieben. Sie enthält die Epistula ad Carpianum, die Eusebischen Tabellen, Listen der κεφαλαια, κεφαλαια, τιτλοι, Ammonianische Abschnitte (Mt 355; Mk 234; Lk 342; Jo 232), Unterschriften und στιχοι.
Der griechische Text der Kodex repräsentiert den Byzantinischen Texttyp. Aland ordnete ihn in Kategorie V ein. Es ist ein Mitglied der Textfamilie E (von Soden Ki).
Die Handschrift fehlt Johannes 21,25. Die Perikope Johannes 7,53–8,11 fehlt.

## Geschichte
In 1674 Erzbischof Proconesus präsentierte dieses Manuskript John Covel (1637–1722), einem britischen Kaplan in Konstantinopel, und dieser trug sie 1677 nach England. Der Kodex wurde von John Mill untersucht.
Der Kodex befindet sich zurzeit in der British Library (Harley 5776) in London.